# Glück für Jim
Glück für Jim (engl. Originaltitel: Lucky Jim) ist der 1954 erschienene satirische Debütroman des britischen Schriftstellers Kingsley Amis. Hauptfigur des zu Beginn der 1950er Jahre spielenden Romans ist James (Jim) Dixon, der entgegen seinen Absichten und Neigungen wenige Monate zuvor Hilfsdozent für mittelalterliche Geschichte an einer Universität der englischen Provinz geworden ist. Nach einem von Missgeschicken geprägten Berufsstart muss er um die Verlängerung seines Lehrvertrages fürchten. Jeder Versuch, den darüber entscheidenden Professor für sich einzunehmen, führt jedoch zu weiteren Desastern.
Kingsleys Roman wurde 1954 mit dem Somerset Maugham Award ausgezeichnet und zählt heute zu den Klassikern der britischen Nachkriegsliteratur. Toby Young und Christopher Hitchens haben diesen Roman als einen der komischsten des 20. Jahrhunderts beziehungsweise der zweiten Hälfte des 20. Jahrhunderts bezeichnet. Das US-amerikanische Magazin Time zählte ihn 2005 zu den besten 100 englischsprachigen Romanen, die zwischen 1923 und 2005 erschienen. Die britische Zeitung The Guardian nahm den Roman in ihre Auswahl der tausend Romane auf, die jeder gelesen haben muss. 2015 wählten 82 internationale Literaturkritiker und -wissenschaftler den Roman zu einem der bedeutendsten britischen Romane.

## Handlung
In der Romanhandlung findet sich kein direkter Hinweis auf das Jahr der Handlung, es wird jedoch in der Literaturwissenschaft davon ausgegangen, dass der Roman nicht später als 1951 spielt. David Nicholls weist darauf hin, dass es Amis gelungen sei, ein besonderes treffendes Porträt dieser Zeit zu zeichnen, in dem Busse dahinschleichen und Zigaretten noch gehortet werden.
Jim Dixon unterrichtet mittelalterliche Geschichte an einer der britischen Redbrick Universities, den Universitäten, die zum Ende des 19. und Beginn des 20. Jahrhunderts gegründet wurden. Angesiedelt ist die nicht näher bezeichnete Universität in den Midlands. Der Humor des Romans resultiert aus Dixons Rebellion gegen die Phrasen und Anmaßungen, denen er im akademischen Alltag begegnet und von denen auch zunehmend sein Privatleben dominiert wird.
Dixon stammt aus Nordengland, hat keine Privatschule besucht und gehört der unteren Mittelklasse an. Er fühlt sich unwohl mit den pseudo-intellektuellen Werten, denen er in seiner akademischen Umgebung begegnet. Er hofft vergeblich auf gut aussehende Studentinnen in seinem Seminar; stattdessen wird er von einem besserwisserischen Studenten verfolgt. Trotzdem hofft Dixon darauf, dass er am Ende seines Probejahres eine Festanstellung erhalten wird. Um das sicherzustellen, muss er endlich einen wissenschaftlichen Artikel publizieren, aber sein Artikel verschwindet in den Mühlen des akademischen Publikationsbetriebs. Sein Bemühen um eine Festanstellung beruht außerdem darauf, eine gute Beziehung zu Professor Welch, dem Leiter seines Fachbereichs, aufzubauen. Welch ist ein zerstreuter, fader Pedant, seine Frau ist von arroganter Verkniffenheit gezeichnet und seine Söhne sind von sich selbst eingenommene Künstler.
Sein Privatleben wird durch seine schwierige Beziehung zu seiner Kollegin Margaret Peel zusätzlich durcheinandergebracht. Margarets Beziehung zu einem anderen jungen Mann ist gerade zerbrochen und sie erholt sich als Hausgast der Welchs von einem gescheiterten Selbstmordversuch. Durch emotionale Erpressung appelliert sie an Dixons Pflichtgefühl und Mitleid, um mit ihm eine weitgehend undefinierte und vor allem sexfreie Beziehung aufrechtzuerhalten. Wie sie ist er Gast während Professor Welchs Kulturwochenende, das von Madrigal- und Blockflötenmusik, allerlei Scharaden und dünnem Tee geprägt ist. Welch erwartet von Jim engagierte Teilnahme und für Jim scheint es die Chance, endlich die Wertschätzung seines Fachbereichs zu erringen, auf die er so dringend angewiesen ist. Aber auch das geht katastrophal schief: In betrunkenem Zustand verbrennt er Bettdecke, Teppich und Nachttisch im Haus seiner Gastgeber. Sein Versuch, dieses zu vertuschen, macht alles noch viel schlimmer. Während des Wochenendes lernt Jim auch Christine Callaghan kennen, eine junge Londonerin und gleichzeitig die aktuelle Freundin von Bertrand, Professor Welchs ältestem Sohn. Er ist Maler und seine Affektiertheit bringt ihn noch mehr auf. Nach einem schlechten Beginn stellt Dixon fest, dass er sich zunehmend von Christine angezogen fühlt. Jims offensichtliches Werben um Christine bringt Bertrand gegen ihn auf, der auf die Förderung von Christines wohlhabendem und gut vernetztem Onkel hofft.
Die Handlung erreicht ihren Höhepunkt mit Dixons öffentlicher Vorlesung zu Merrie England, jener (vermeintlich) idyllischen Periode vor dem industriellen Zeitalter, an die Professor Welch so fest glaubt. Um seine Nerven zu beruhigen, hat Dixon zuvor reichlich Alkohol getrunken und die Vorlesung wird zu einer kabarettartigen Veranstaltung, bei der es Jim sich nicht verkneifen kann, die Phrasen und das prätentiöse Gehabe von Welch zu imitieren. Die Vorlesung endet in einem Tumult, bei dem Dixon am Ende bewusstlos zu Boden sinkt. Welch informiert seinen Mitarbeiter, dass er keinerlei Aussicht auf eine Festanstellung mehr habe. Christines Onkel, der von Jims Respektlosigkeit und Ehrlichkeit angetan ist, bietet ihm eine Stelle als Assistent in London an, eine Position, die sehr viel besser bezahlt ist als Jims Dozententätigkeit. Wenig später trifft er auf Margarets ehemaligen Freund. Statt zu einer Auseinandersetzung kommt es zu einer Aufklärung: Margarets Exfreund macht ihm deutlich, dass es nie eine ernsthafte Beziehung zwischen ihm und Margaret gab. Ihr Selbstmordversuch war nur vorgetäuscht, um beide Männer emotional zu erpressen. Mittlerweile hat sich auch Christine von Bertrand getrennt, der sie betrogen hat. Jim und Christine werden ein Paar und lassen erleichtert die Universitätsstadt in den Midlands hinter sich zurück, um nach London zu gehen.

## Einzelne Aspekte des Romans

### Genre-Einordnung
Glück für Jim gehört zu den sogenannten Universitätsromanen, deren Handlung hauptsächlich in und um das Gelände einer Universität spielen. Der Roman wird gewöhnlich als ein früher Vertreter dieses Genres eingeordnet. David Nicholls weist in seiner Einleitung zu Glück für Jim darauf hin, dass Studenten in diesem Roman kaum vorkommen. Abgesehen von den schemenhaft bleibenden Studentinnen, auf deren Seminaranmeldung Jim vergeblich hofft, spielt nur ein Student eine Rolle: Michie ist allerdings eine Art „Antistudent“. Der Ex-Soldat hat während der Landung der alliierten Streitkräfte an der Küste von Anzio einen Panzertrupp kommandiert und schüchtert Dixon mit seiner Professionalität und seinem überlegenen Wissen ein.
Nicholls weist auch darauf hin, dass der Roman alle Merkmale einer romantischen Komödie aufweist: A ist mit B zusammen, würde aber viel lieber mit C zusammen sein. C dagegen ist mit D zusammen, wäre aber besser dran, wenn A der Partner wäre. Und bevor alle, die zusammen gehören, zueinander finden, müssen verschiedene Hindernisse überwunden werden. In diesem Fall ist es zwar nur ein besonders langsam fahrender Bus und die finale Liebeserklärung ist ein verhaltenes Ich mag Dich, aber alle Muster einer traditionellen Romanze sind vorhanden.
Merritt Moseley sieht in Glück für Jim auch eine Abwandlung des Aschenputtel-Mythos: Jim wird ungerechtfertigt ein niedriger sozialen Status zugeordnet. Er sieht sich gezwungen, sich gegenüber unwürdigen und im Grunde sogar bösartigen Menschen diensteifrig zu verhalten: Um seinen Job zu behalten, muss er sich gegenüber Professor Welch unterwürfig verhalten, klaglos dessen Literatur-Recherchen übernehmen und an seinen faden Partys teilnehmen. Gleichzeitig ist er in einer unbefriedigenden Beziehung mit Margaret Peel gefangen, einer bissigen und manipulativen Kollegin, die einen Selbstmordversuch vortäuscht, um gleich zwei Männer emotional zu erpressen.

### Widmung
Kingsley Amis hat seinen Roman seinem Freund, dem Dichter, Autor und Jazzkritiker Philip Larkin gewidmet. Amis selber hat behauptet, dass ihm die Idee zu dem Roman gekommen sei, als er Larkin an der Leicester University besuchte. Die Figur der Margaret Peel basiert mutmaßlich auf Monica Jones, der Muse und der zeitweiligen Begleiterin von Larkin.

### Autobiografische Züge
Kingsley Amis hat einmal festgehalten, dass alle Literatur letztlich autobiografisch sei, da ein Autor nicht über etwas schreiben könne, das er nicht selber erfahren habe. Amis hat Jim zwar Züge verliehen, die Amis nicht teilt: So kommt Jim aus Lancaster, ist ein Biertrinker, lehrt Geschichte und nicht Englisch und hasst den „stinkigen Mozart“. Kingsley und Dixon ist aber sprachliche Sorgfalt, eine Verachtung für Clichés, Affektiertheit und Schlampigkeit gemeinsam.
Jim Dixon reagiert auf vieles, was mit Kultur assoziiert wird, mit heftiger Ablehnung — so spricht Amis an einer Stelle von „filthy Mozart“ - „stinkigem Mozart“ und bezeichnet an anderer Stelle ein Werk moderner Kunst als Kritzeleien eines Kindergarten-Deppen. Einige Kritiker hat dies dazu verleitet, Jim Dixons Banausentum mit Amis’ Einstellung zu verwechseln. Ein Literaturkritiker sah sich sogar gezwungen festzuhalten, dass Amis doch eigentlich viel zu kultiviert sei, um Kultur so sehr zu hassen. Moseley verweist darauf, dass es nicht nur ein Fehler sei, Dixons Haltung mit der von Amis zu verwechseln. Es sei außerdem falsch, Jim Dixon, der Mozart als Komponist eines in einem im Badezimmer dahingeträllerten Liedes identifiziert, tatsächlich Kulturlosigkeit zu unterstellen. Jims Reaktionen seien vielmehr die eines gewöhnlichen Mannes, der sich an einem pompösen und wichtigtuerischen Umgang mit Kunst störe.

### Sozial- und kulturkritische Bedeutung
In Lucky Jim greift Kingsley Amis ein Grundthema auf, das auch seine späteren Romane prägt: die Unwahrhaftigkeit derjenigen Vertreter einer sich im Umbruch befindlichen Gesellschaft, die sich als Kulturträger begreifen, sich jedoch nicht von den leeren oder ausgehöhlten Vorstellungen und Wertmaßstäben der Vergangenheit lösen können. Professor Welch als Lehr- oder Kulturautorität wird in dem Roman charakterisiert durch seine prätentiöse Selbsteinschätzung, die in unmittelbarer Beziehung zu der Frustration derjenigen Figuren wie Jim Dixon steht, die in den universitären Institutionen in das Räderwerk einer „durch Selbstbespiegelung und Langeweile gekennzeichneten Scheinwelt geraten“, aus der sie aufgrund ihrer eigenen Schwäche oder Unsicherheit nicht ausbrechen können. Ihren Höhepunkt erreicht die Bloßstellung dieser Scheinwelt durch die Weigerung des Protagonisten, sich davon beeindrucken oder darin einbeziehen zu lassen. Konkret und wirksam wird diese Demaskierung der Unredlichkeit und Anmaßung in Lucky Jim dadurch, dass der (betrunkene) Jim Dixon nicht die Institutionen als solche, sondern die von ihnen ausgehenden gekünstelten Verschrobenheiten bzw. Manieriertheiten karikiert. Dixons Nachahmung des affektierten Tonfalls und der sinnlosen Füllwörter seines Professors sowie des College-Rektors deuten neben der Situationskomik vor allem darauf hin, dass nicht die Autorität selber, sondern vielmehr der überhebliche Autoritätsanspruch der Amtsinhaber angeprangert werden soll. Macht und Stellung fallen denjenigen zu, die weniger durch ihre Fähigkeiten, sondern vielmehr durch ihre „glatten Manieren, ihren >gebildeten< Tonfall“ und ihre soziale Herkunft hervortreten; Kultur wird damit zu dem Privileg einer exklusiven Gruppe, in die nur der aufgenommen wird, der die entsprechende soziale Herkunft hat bzw. aus der „richtigen“ Schule kommt.
Allerdings ironisiert Dixon nicht nur andere, sondern zugleich sich selbst, als er Gesichter im Spiegel schneidet; er hält nicht viel von seiner eigenen Intelligenz, gesteht offen seine Unlust zur Arbeit ein und räumt sich wie auch anderen die Angst ein, man könne ihm hinter die Schliche kommen. Wie er ebenso offen enthüllt, hat er mittelalterliche Geschichte als sein Spezialgebiet gewählt, da dies für ihn der einfachste Weg ist, als Dozent an einer Universität unterzukommen. Die Bloßstellung des Opportunismus sowie der Verlogenheit und Entleertheit des Universitäts- und Kulturbetriebs erfolgt am Ende der Vorlesung Jim Dixons nahezu gegen dessen eigenen Willen, als ihm bewusst wird, dass er nichts mehr retten kann, und er seine eigene Angst davor überwindet, seine Verachtung dieser Unwahrhaftigkeit und Unredlichkeit zu bekennen.